# Hypertext Application Language
Hypertext Application Language (HAL) war ein Request for Comments für Hypermedia wie JavaScript Object Notation und Extensible Markup Language. Dieser Standard wurde im Juni 2012 vorgeschlagen. Die dazugehörigen Typen von Multipurpose Internet Mail Extensions waren application/hal+xml und application/hal+json.
Die letzte Version der Hypertext Application Language ist am 21. April 2024 verfallen.

## Beispiele
Ressource
```
{

  
"_links"
:
 
{

    
"self"
:
 
{

      
"href"
:
 
"http://example.com/api/book/hal-cookbook"

    
}

  
},

  
"id"
:
 
"hal-cookbook"
,

  
"name"
:
 
"HAL Cookbook"

}

```

Eingebettete Ressource
```
{

  
"_links"
:
 
{

    
"self"
:
 
{

      
"href"
:
 
"http://example.com/api/book/hal-cookbook"

    
}

  
},

  
"_embedded"
:
 
{

    
"author"
:
 
{

      
"_links"
:
 
{

        
"self"
:
 
{

          
"href"
:
 
"http://example.com/api/author/shahadat"

        
}

      
},

      
"id"
:
 
"shahadat"
,

      
"name"
:
 
"Shahadat Hossain Khan"
,

      
"homepage"
:
 
"http://author-example.com"

    
}

  
},

  
"id"
:
 
"hal-cookbook"
,

  
"name"
:
 
"HAL Cookbook"

}

```

Liste
```
{

  
"_links"
:
 
{

    
"self"
:
 
{

      
"href"
:
 
"http://example.com/api/book/hal-cookbook"

    
},

    
"next"
:
 
{

      
"href"
:
 
"http://example.com/api/book/hal-case-study"

    
},

    
"prev"
:
 
{

      
"href"
:
 
"http://example.com/api/book/json-and-beyond"

    
},

    
"first"
:
 
{

      
"href"
:
 
"http://example.com/api/book/catalog"

    
},

    
"last"
:
 
{

      
"href"
:
 
"http://example.com/api/book/upcoming-books"

    
}

  
},

  
"_embedded"
:
 
{

    
"author"
:
 
{

      
"_links"
:
 
{

        
"self"
:
 
{

          
"href"
:
 
"http://example.com/api/author/shahadat"

        
}

      
},

      
"id"
:
 
"shahadat"
,

      
"name"
:
 
"Shahadat Hossain Khan"
,

      
"homepage"
:
 
"http://author-example.com"

    
}

  
},

  
"id"
:
 
"hal-cookbook"
,

  
"name"
:
 
"HAL Cookbook"

}

```